# 873 Mechthild
873 Mechtild este o planetă minoră ce orbitează Soarele, făcând parte din centura principală. Obiectul a fost descoperit la data de 21 mai 1917, de astronomul german Max Wolf.
Desemnarea sa provizorie era 1917 CA.

## Caracteristici
Obiectul are diametrul mediu de circa 20,04 km. Prezintă o orbită caracterizată de o semiaxă majoră egală cu 2,6260377 UA și de o excentricitate de 0,1508421, înclinată cu 5,26376° în raport cu ecliptica. Perioada orbitală este de 1.554,83 de zile (4,26 ani).

## Denumirea
Mechthild este o variantă germană a prenumelui feminin Mathilde. Se pare că denumirea asteroidului face referire la Mathilde de Magdeburg / Mechthild de Magdeburg, o mistică benedictină care a trăit în mănăstirea Hefta.